# Vodní elektrárna Řimice
Vodní elektrárna je technická památka postavená v roce 1923 na levém břehu přívodního kanálu, stojí na katastrálním území Řimice v části obce Bílá Lhota v okrese Olomouc. V roce 1981 byla hala strojovny, pevný jez s propustí pro velké vody, náhon se třemi stavidly a odpadní kanál zapsány do Ústředního seznamu kulturních památek České republiky.

## Historie
Součástí řimického katastrálního území je osada Nové Mlýny. První písemná zmínka o mlýně v osadě pochází z roku 1564. Kolem roku 1870 byl mlýn a pila na dříví poháněn Jonvalovou turbínou a železným vodním kolem s výkonem 240 HP. V roce 1918 byl majitelem mlýna Miroslav Plhák z Háje u Třeštiny, syn průkopníka zavádění elektřiny na severní Moravě Huberta Plháka. Přestavba mlýna na vodní elektrárnu byla ukončena v roce 1925, budova strojovny už v roce 1923. Projekt přestavby je připisován architektovi Bohuslavu Fuchsovi, který postavil pro Plháky vodní elektrárnu v Třeštině. Zdroj  uvádí olomouckého architekta Huberta Austa. V nové funkcionalistické strojovně byly instalovány dvě Francisovy turbíny s výkony 300 a 297 HP a dva třífázové synchronní generátory s výkony 270 a 240 kWh při napětí 380 V. V meziválečném období dodávala elektrický proud společnosti Severomoravské elektrárny v Zábřehu. 
Po druhé světové válce byla pod správou městské elektrárny v Litovli a později přešla pod správu podniku Severomoravská energetika. V letech 1945–1950 byla instalována nová Francisova turbína (výkon 550 HP) vyrobená v roce 1944 ve Vítkovických železárnách a Kaplanova turbína o výkonu 612 HP vyrobená v roce 1950 ve Šmeralových závodech v Brně. V roce 1989 byla elektrárna v rámci restituce vrácena původním majitelům (dědicům). V roce 2016 byla prodána novým majitelům. V letech 2017–2018 byla provedena generální oprava zařízení, při které byla vyměněna Francisova turbína za novou Kaplanovu turbínu.

## Popis
V říčním kilometru 270,2 na řece Morava byl postaven vzdouvací jez s propustí pro velké vody. Na pravobřežní straně řeky Moravy jsou tři vpusťová stavidla přiváděcího kanálu (náhonu) k elektrárně. Před strojovnou (na návodní straně) přes náhon vede železobetonový most, kterým vede silnice III/4498 a cyklostezka č. 6051, Ochutnej Moravu. Dále ke strojovně je přistavěna krytá místnost, ve které jsou umístěna stavidla a česla. Východním směrem, tj. na pravé straně kanálu, ke strojovně přiléhají stavby původního mlýna. Na západní straně stojí samostatná budova pro správce. Od strojovny vede odpadní kanál, do kterého se vlévají potoky Nivka a Polonínský potok.
Strojovna byla postavena ve funkcionalistickém stylu, její fasáda je zdobena půlkruhovými okny. Areál elektrárny a zahrady je ohrazen betonovým plotem, který je zdoben modrými kapkami, s kovanou bránou.